# Eburia albolineata
Eburia albolineata es una especie de coleóptero crisomeloideo de la familia Cerambycidae. 

## Distribución
Es originaria de Venezuela.